# Mutts
Mutts é uma tira de banda desenhada criada por Patrick McDonnell em 1994, baseada nas aventuras diárias de dois animais de estimação: um cão chamado Earl (Duque em português) e um gato chamado Mooch (Chuchu em português). Earl e Mooch interagem um com o outro, com seus donos humanos, e com um grande número de animais da vizinhança. 
A ideia inicial de McDonnell era uma tira com personagens humanos que se tornavam os donos dos "Mutts", mas os animais tomaram os seus lugares e passaram a ser os personagens principais.
As tiras são adequadas para todas as idades, pois são de um humor refinado e inocente. McDonnell também incentiva a adoção de animais com a clínica "Animal Shelter" e a preservação da natureza.

## Publicações no Brasil
A série foi publicada inicialmente pela Devir em 2009 em um álbum, em 2015, um novo álbum foi publicado pela Pixel Media.
- Mutts (Devir)
  - Mutts – Os Vira-Latas (2009) ISBN 9788575323588
- Mutts (Pixel Media
  - Mutts: Cães, Gatos e Outros Bichos - Capa dura (2015) ISBN 978-8577487660
  - Mutts: Cães, Gatos e Outros Bichos - Capa comun (2015) ISBN 978-8575323588

## Publicações em Portugal
Tendo sido publicados inicialmente pela BaleiAzul os dois primeiros volumes, entre 1999 e 2001, é a Devir quem actualmente detém os direitos da série em Portugal.
- MUTTS
- MUTTS II- cães e gatos
- MUTTS III- mais coijas
- MUTTS IV- shim!
- Os Nossos MUTTS

## Ligação externas
- «Sítio oficial»
- Mutts King Features Syndicate
- Mutts Devir Portugal